# Милорад Голијан
Милорад Голијан (Жеравице код Хан Пијеска, 1952.) је српски теолог, протојереј-ставрофор Српске православне цркве, проповједник, философ и романописац.

## Биографија
Одрастао је у Жеравицама, основну и средњу школу завршио је у Хан Пијеску. Школовање је наставио у Сремским Карловцима, гдје је завршио Карловачку богословију.
Након завршетка богословије, службовао је у Власеници до 1992. године. Почетком рата спасао је оба власеничка имама, што су му замерили шовинистички кругови те је трпио увреде и шиканирање, након чега је отпустом епископа Василија премјештен у Епархију сремску.
Доласком у Сремски Митровицу, повјерена му је служба у селу Ноћај.
Био је уредник престижног богословског часописа Српски Сион и припремао је емисије на богословске теме на локалном радију М. Познат је као одличан говорник, теолог, познавалац психологије и философ. Говори о темама из ових области, али и из свакодневног живота.

## Дјела
Написао је преко 20 књига и романа.
- Голијан Милорад (2005). Богородичино врело и камена лађа. Сремска Митровица: Српска православна црква, Мала црква.
- Голијан Милорад (2009). Нови философски речник : (све у знаку Христоса). Сремска Митровица: Српска православна црква : храм "Св. Димитрије".
- Голијан Милорад (2011). Пас на путу. Београд: Сремска Митровица, Велики Медвед.
- Голијан Милорад (2011). Слика и икона. Београд: Велики Медвед.
- Голијан Милорад (2013). Стена у порти. Мачванска Митровица: Велики Медвед.
- Голијан Милорад (2018). Случај Јововић. Ноћај: Велики Медвед.
- Голијан Милорад (2022). Мирис смреке. Мачванска Митровица: М. Голијан.